# Miss Panamá 2022
Miss Panamá 2022 (oficialmente Miss Universo Panamá 2022) fue la 56.ª edición del certamen Miss Panamá, correspondiente al año 2022 se celebró el 25 de mayo en el Teatro Gladys Vidal en la Ciudad de Panamá. Diez concursantes representando a las provincias, regiones e islas de Panamá compitieron por este título de belleza. Al final del evento, Señorita Panamá 2020 Brenda Andrea Smith Lezama de Panamá Centro coronó a la nueva Miss Panamá 2022 Solaris De la Luna Barba Cañizales de Herrera quien representó a Panamá en Miss Universo 2022.
Esta fue la primera edición del renovado Miss Universo Panamá, luego de que la organización Miss Universo otorgara la licencia al productor de eventos Ricardo Canto, quien ha sido nombrado nuevo director del certamen en 2022.
Barba representó a Panamá en Miss Universo 2022, celebrado a cabo en el Centro de Convenciones Ernest N. Morial de Nueva Orleans, Estados Unidos, el 14 de enero de 2023. Pero no logró llegar al Top 16.

## Desarrollo Miss Panamá
En 2022 la Organización Señorita Panamá perdió el derecho de elección al certamen de Miss Universo. Ricardo Canto adquiere los derechos del título "Miss Universo Panamá" creando un nuevo concurso que seleccionará por separado a la representante a Miss Universo.

### Resultados
| Resultado final  | Concursante                                    |
| ---------------- | ---------------------------------------------- |
| Miss Panamá 2022 | - Herrera – Solaris De la Luna Barba Cañizales |
| 1.ª Finalista    | - Panamá Centro – Alina López Reyna            |
| 2.ª Finalista    | - Coclé – Adaluz Perea Vieto                   |

## Selección de Traje Nacional
Realizada el 7 de septiembre, fue la elección del Mejor Traje Nacional. En esta competencia no se evaluaron los concursantes, solo el vestuario.
El evento mostró el trabajo creativo de los diseñadores panameños y también seleccionó el traje para Panamá en Miss Universo 2022. También se eligieron algunos trajes para representar a Panamá en otros concursos de belleza.
| Resultado final | Concurso                                | Diseñador        | Tema                                     |
| --------------- | --------------------------------------- | ---------------- | ---------------------------------------- |
| Ganador         | Mejor Traje Nacional para Miss Universo | Virgilio Batista | "Puente del Mundo, Corazón del Universo" |
| 1.ª Finalista   |                                         | Cristián Sánchez | "Alfombras del Corpus"                   |
| 2.° Finalista   |                                         | Javier Hernández | "Diosa de la Fortuna"                    |

## Jurado
- Claudia De Villalba: Empresaria
- Eduardo Lowe: Coeditor y director Creativo de la revista The Reviewer
- Gladys Brandao: Miss Panamá 2015
- David Bobadilla: Estilista y maquillador
- Gina Faarup De Cochez: Productora, actriz de cine y teatro
- Rina Laxman Aswani: empresaria

## Candidatas Oficiales
- 10 candidatas confirmadas a competir a la corona del Miss Panamá 2022.[7]

| Provincia     | Candidata                          | Edad | Residencia       |
| ------------- | ---------------------------------- | ---- | ---------------- |
| Panamá        | María José Pérez Alonzo            | 18   | Ciudad de Panamá |
| Coclé         | Adaluz Perea Vieto                 | 27   | Penonomé         |
| Panamá        | Yarielis Noemy Díaz Vega           | 18   | Ciudad de Panamá |
| Panamá        | Shatzelym Rodríguez Campos         | 19   | Ciudad de Panamá |
| Panamá Centro | Alina López Reyna                  | 25   | Ciudad de Panamá |
| Herrera       | Lilena Lourdes Rodríguez González  | 22   | Chitre           |
| Herrera       | Solaris De la Luna Barba Cañizales | 23   | Chitre           |
| Panamá        | Hazel Nair Quinn García            | 22   | Ciudad de Panamá |
| Panamá        | Walkiria Isabel Reina Sánchez      | 23   | Ciudad de Panamá |
| Panamá        | Gabriela Alejandra Hernández Gómez | 23   | Ciudad de Panamá |

## Importancia histórica
- Herrera gana el título Miss Panamá por tercera vez.
- Panamá Centro clasifica por tercer año consecutivo al top 3.
- Coclé clasificó por última vez en 2019.

## Datos acerca de las delegadas
- - Solaris Barba (Herrera) participó en Señorita Panamá 2018 donde logró el título de Señorita Panamá Mundo, dándole el derecho de participar en Miss Mundo 2018 donde clasifica en el top 12 y obtiene el título Miss Mundo Americas.[8]
  - Alina López Reyna (Panamá Centro) fue la Reina del Carnaval de Panamá 2020.